# Пелотас
Пело́тас (порт. Pelotas) — місто та муніципалітет в Бразилії, входить до штату Ріу-Гранді-ду-Сул та є центром мікрорегіону Пелотас. Він розташований за 270 км (168 миль) від Порту-Алегрі, столиці штату  і за 130 км (80,8 миль) від кордону з Уругваєм. На сході від міста лежить Лагоа-дус-Патос, а на півдні –канал Сан-Гонсалу, що відокремлює Пелотас від міста Ріо-Гранде.
Населення становить 350358 осіб на 2007 рік. Займає площу 1 608,768 км². Густота населення — 219,4 ос./км².
У місті є два університети: Universidade Federal de Pelotas (UFPel) і Universidade Católica de Pelotas (UCPEL), два театри, публічна бібліотека і три музеї. Недалеко від міста розташований міжнародний аеропорт.
Пелотас — один з футбольних центрів штату. У місті діє три футбольні клуби: Esporte Clube Pelotas (заснований у 1908),  Grêmio Esportivo Brasil (також відомий як Brasil de Pelotas; заснований у 1911) та Grêmio Atlético Farroupilha (заснований у 1926).

## Історія
У червні 1758 року розпочалася історія муніципалітету. Це відбулося через подарунок, який Гомес Фрейре де Андраде, граф Бобадела, зробив полковнику Томасу Луїсу Озоріо, надавши йому землю на березі Лагоа-дус-Патос.
У 1763 році, рятуючись від іспанського вторгнення, багато жителів Віла-ду-Ріу-Гранді шукали притулку на землях Озоріо. Пізніше туди також прибули біженці з Колонії-дель-Сакраменто, яку португальці передали іспанцям у 1777 році.
У 1780 році португальський власник ранчо Жозе Пінту Мартінш оселився в Пелотасі. Процвітання його закладу стимулювало створення інших ранчо та зростання регіону, що дало початок селу, яке в згодом стало муніципалітетом Пелотас. Завдяки успіху цієї індустрії скотарі будували свої домівки і сприяли культурі та освіті в міському середовищі, прикладом чого є урочисте відкриття театру Сете де Абріль у 1831 році, за чотири роки до присвоєння Палеотасу статусу міста. 
Громадянська парафія Сан-Франциско-де Паула, заснована 7 червня 1812 року отцем Педро Перейра де Мескіта, була піднесена до категорії міста 7 квітня 1832 року. Через три роки, у 1835 році, місто отримало ім'я Пелотас. 
У південній Бразилії «Pelota» може означати шкіряний пліт, тож назва міста походить від човнів, виготовлених із коралового дерева, покритих шкурами тварин, які використовували для перетину річок у часи скотарства. 
У перші роки 20-го століття прогрес стимулював Banco Pelotense (Банк Pelotas), заснований у 1906 році місцевими інвесторами. Його ліквідація в 1931 році завдала шкоди місцевій економіці.

## Статистика
- Валовий внутрішній продукт на 2005 рік становить 2 644 670 000,00 реалів (дані: Бразильський інститут географії і статистики).
- Валовий внутрішній продукт на душу населення станом на 2005 рік становить 7721,00 реалів (дані: Бразильський інститут географії і статистики).
- Індекс розвитку людського потенціалу на 2000 рік становить 0,816 (дані: Програма розвитку ООН).

## Географія

### Адміністративний поділ
Відповідно до поточного генерального плану муніципалітету, міська територія Пелотаса в розділена на 7 міських адміністративних районів і 9 сільських.

#### Адміністративні регіони
• Ареал (Східна зона)
• Гребля (Західна зона)
• Центр (Центральна зона)
• Фрегат (Західна зона)
• Оранжерея (Східна зона)
• Сан-Гонкало (Південна зона)
• Três Vendas (Північна зона)

#### Райони
1-й округ - штаб-квартира або міський район
2 округ- Колонія Z3
3 округ - Черріто Алегре
4 округ - Тріумф
5 округ - Каската
6 округ - Санта Сільвана
7 округ - Кіломбо
8 округ - Рінсан да Круз
9 округ - Монте Боніто